# Nymbis
Nymbis là một chi bướm đêm thuộc họ Erebidae.

## Loài
- Nymbis aequa Draudt, 1940
- Nymbis fuscilineata Kaye, 1901
- Nymbis iniqua Guenée, 1852 (đồng nghĩa: Nymbis basilinea (Walker, 1869), Nymbis coactilis (Felder và Rogenhofer, 1874), Nymbis optabilis (Walker, 1858), Nymbis textilis (Guenée, 1852))
- Nymbis prolixa (Felder và Rogenhofer, 1874)
- Nymbis succrassata Dyar, 1921